# Zoraida porphyrion
Zoraida porphyrion är en insektsart som beskrevs av Ronald Gordon Fennah 1969. Zoraida porphyrion ingår i släktet Zoraida och familjen Derbidae. Inga underarter finns listade i Catalogue of Life.